# فیلیپ رسلر
فیلیپ رسلر (انگلیسی: Philipp Rösler؛ زاده ۲۴ فوریهٔ ۱۹۷۳) یک سیاست‌مدار اهل آلمان است.